# مورغان سيتي
مورغان سيتي (لويزيانا) (بالإنجليزية: Morgan City, Louisiana)‏ هي مدينة تقع في الولايات المتحدة في لويزيانا. يقدر عدد سكانها بـ 12,122 نسمة .

## أعلام
- ديمون دوفال
- غاريت موريس
- دارين فان هورن
- إدي داير
- تيم جوترو
- جيري بيرن
- سيد جوترو